# Національний музей Ірландії
Національний музей Ірландії (ірл. Ard-Mhúsaem na hÉireann) — розташований у центрі Дубліна, Ірландія. Будівля музею знаходиться на Кілдер-Стріт поруч з парламентом Ірландії.
У колекції національного музею — золоті доісторичні коштовності; кельтськие вбрання; численні ранні Християнські прикраси та реліквії; екземпляри мистецтва кування по металу, включаючи Тару Брошку, Адра Челіс, і Майола Белл Шрайн (всі датовані VIII століттям), а також Лісмор Крозієр і Крос Конг (обидва XII століття).
У 2002 році у музеї відкрито постійну виставку робіт ірландської дизайнерки меблів і архітекторки, піонерки модернізму в архітектурі Ейлін Грей після придбання її архіві.
Тут же виставляється, так звана Людина з Клонікавана. Це добре збережене тіло людини залізної доби, знайдене в Клонікевені, графство Міт, Ірландія, в березні 2003 року. За оцінкою зріст людини становив 1 м 57 см, при цьому збереглися тільки її торс і верхня частина черевної порожнини. Найпримітнішою знахідкою була зачіска людини з Клонікавана — ірокез, піднятий за допомогою гелю для волосся. Гель був виготовлений з рослинної олії і соснової смоли, привезеної з південно-західної Франції або Іспанії. Це підтверджує наявність торгівлі між Ірландією і південною Європою в IV — III століттях до нашої ери, до того, як вплив Риму поширився на Галісійських кельтів та Іберію.